# Chân hoàng hậu (Tào Ngụy Phế Đế)
Ngụy Phế Đế Chân Hoàng hậu (chữ Hán: 魏廢帝甄皇后; ? - 22 tháng 8, 251), là Hoàng hậu của Tào Ngụy Phế Đế Tào Phương thời Tam Quốc trong lịch sử Trung Quốc.

## Tiểu sử
Chân Hoàng hậu nguyên quán ở huyện Vô Cực, quận Trung Sơn (nay là huyện Vô Cực, thành phố Thạch Gia Trang của tỉnh Hà Bắc, Trung Quốc), xuất thân từ dòng họ Vô Cực Chân thị (cũng gọi Trung Sơn Chân thị) có địa vị hiển hách.
Ông nội của bà là Chân Nghiễm (甄俨), nhận tước hiệu "An Thành Hương Mục hầu" (安城乡穆侯), anh trai cùng mẹ của Văn Chiêu Chân hoàng hậu, vợ cả của Ngụy Văn Đế Tào Phi và là mẹ ruột của Ngụy Minh Đế Tào Duệ. Không rõ cha mẹ bà là ai, chỉ biết cha bà trong năm Gia Bình đã qua đời, mẹ được tặng là "Quảng Nhạc Hương quân" (廣樂鄉君).
Năm Chính Thủy thứ 4 (243), tháng 4, ngày Ất Mão (tức ngày 29 tháng 5 dương lịch), Chân thị được sắc lập thành Hoàng hậu. Năm Gia Bình thứ 3 (251), tháng 7, ngày Nhâm Tuất (tức ngày 22 tháng 8 dương lịch), Chân hoàng hậu băng, không rõ bao nhiêu tuổi, táng vào Thái Thanh lăng (太清陵).
Thụy hiệu của bà chỉ có một chữ "Hoài" (懷) thay vì hai chữ là do chồng bà bị phế năm 254, tức 3 năm sau đó.